# Vaasan Palloseura
Vaasan Palloseura (eller VPS) er en finsk fodboldklub fra byen Vaasa. VPS spiller i den finske liga Veikkausliiga.

## Historiske slutplaceringer
| Sæson | Niveau | Liga          | Placering | Kilde  |
| ----- | ------ | ------------- | --------- | ------ |
| 2010. | 1.     | Veikkausliiga | 10.       | [ 1 ]  |
| 2011. | 1.     | Veikkausliiga | 9.        | [ 2 ]  |
| 2012. | 1.     | Veikkausliiga | 8.        | [ 3 ]  |
| 2013. | 1.     | Veikkausliiga | 3.        | [ 4 ]  |
| 2014. | 1.     | Veikkausliiga | 4.        | [ 5 ]  |
| 2015. | 1.     | Veikkausliiga | 10.       | [ 6 ]  |
| 2016. | 1.     | Veikkausliiga | 4.        | [ 7 ]  |
| 2017. | 1.     | Veikkausliiga | 8.        | [ 8 ]  |
| 2018. | 1.     | Veikkausliiga | 6.        | [ 9 ]  |
| 2019. | 1.     | Veikkausliiga | 12.       | [ 10 ] |
| 2020. | 2.     | Ykkonen       | 6.        | [ 11 ] |
| 2021. | 1.     | Ykkonen       | 1.        | [ 12 ] |
| 2022. | 1.     | Veikkausliiga | 8.        | [ 13 ] |
| 2023. | 1.     | Veikkausliiga | 3.        | [ 14 ] |